# اینیاکی گودوی
اینیاکی گودوی جاسو (اسپانیایی: Iñaki Godoy Jasso‎؛ زادهٔ ۲۵ اوت ۲۰۰۳) بازیگر مکزیکی است. او در مجموعه نتفلیکس وان پیس (۲۰۲۳) یک اثر اقتباسی از مانگایی با همین نام ایفای نقش کرده‌است.